# Miloslavov
Miloslavov je obec na Slovensku v okrese Senec. V roce 2004 měla 999 obyvatel, v roce 2016 to bylo již 2433 obyvatel. První písemná zmínka o obci pochází z roku 1244.

## Poloha
Obec je situována na jihozápadním Slovensku v Podunajské nížině 20 km jihovýchodně od Bratislavy.
V obci se nachází moderní římskokatolický kostel Božího milosrdenství.